# Leila Schneps

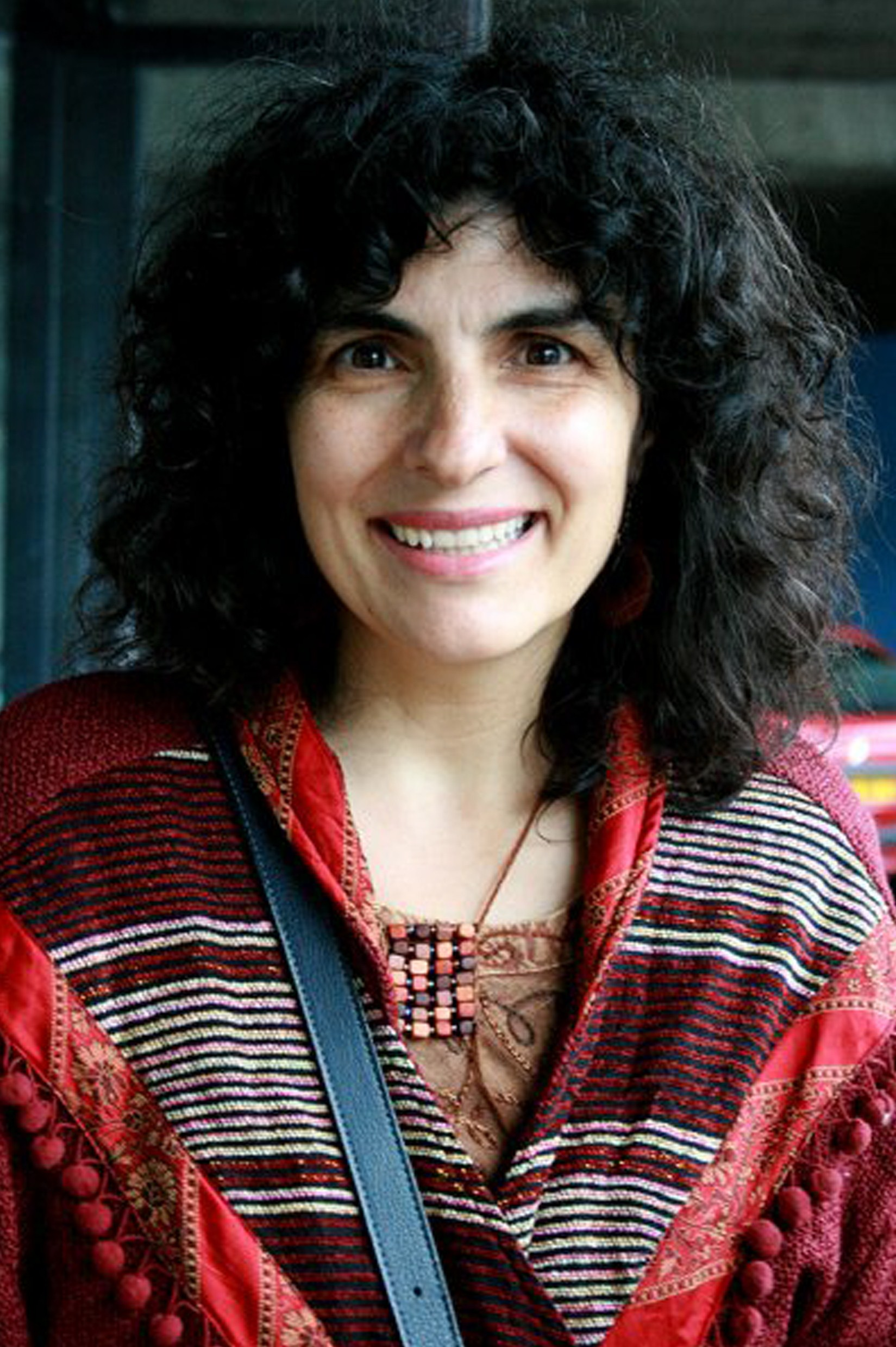
Leila Schneps (2011)

Leila Schneps (* 22. Dezember 1961 in Waltham (Massachusetts)) ist eine US-amerikanische Mathematikerin und Schriftstellerin, die in Frankreich lebt und sich mit Zahlentheorie und arithmetischer algebraischer Geometrie befasst. Sie veröffentlichte Kriminalromane unter dem Pseudonym Catherine Shaw.

## Leben
Schneps studierte Mathematik (und Germanistik) an der Harvard University (Radcliffe College) mit dem Bachelor-Abschluss in Mathematik 1983 und wurde 1985 an der Universität Paris XI bei John Coates promoviert (Thèse 3eme cycle: The μ-invariant of p-adic L function attached to elliptic curves with complex multiplication), mit dem zweiten Teil der Promotion (Thèse de Doctorat) bei Guy Henniart an der Universität Paris-Süd 1990 (p-adic L-functions and Galois theory). 1985/86 war sie Maitre de Conférence in Grenoble, 1986/87 an der Universität Paris XI und 1989/80 an der Universität Paris VII. Sie habilitierte sich 1993 an der Université de Franche-Comté (On some aspects of inverse Galois theory) und forscht seit 1991 für das CNRS (ab 2005 als Forschungsdirektorin). Ab 2000 war sie am Institut de Mathématiques de Jussieu (Universität Paris VI). 
Sie befasst sich auch mit korrekter Verwendung von Mathematik (speziell Statistik) in Gerichtssälen und schrieb darüber ein Buch mit ihrer Tochter Coralie Colmez (* 1988). Sie ist Mitglied der Bayes and Law Forschungsgruppe. Außerdem übersetzt sie französische Mathematikbücher ins Englische (z. B. Claire Voisin´s Buch über Hodge-Theorie (Band 2), das Buch über Galoistheorie von Jean-Pierre Escofier, die Grothendieck-Serre-Korrespondenz und die Autobiographie von Laurent Schwartz).
Schneps war Gastwissenschaftlerin an der ETH Zürich, am Max-Planck-Institut für Mathematik in Bonn (1988/89), in Harvard, am MSRI und Institute for Advanced Study. Sie befasst sich mit p-adischen L-Funktionen, Galoistheorie, geometrischer Galoistheorie und inverser Galoistheorie.
Sie ist Gründungsmitglied des Grothendieck Circle und kontaktierte den in den Pyrenäen zurückgezogen lebenden Mathematiker Alexander Grothendieck Anfang der 2000er Jahre mit Pierre Lochak (ihrem späteren Ehemann). Sie gab eine Vorlesungsreihe zu Grothendiecks Kinderzeichnungen (dessins d´enfants) heraus (mit der gleichnamigen Schrift von Grothendieck).
Schneps hat vier Kinder.

## Schriften
- Herausgeber: Galois groups and fundamental groups, MSRI Publications, Cambridge University Press 2003
- Herausgeber mit Pierre Lochak: Geometric Galois Actions, 2 Bände, Cambridge University Press 2007 (Konferenz Geometry and Arithmetic of Moduli Spaces, Luminy 1995, Band 1: Around Grothendieck's Esquisse d'un Programme, Band 2: The Inverse Galois Problem, Moduli Spaces and Mapping Class Groups)
- Herausgeber: The Grothendieck Theory of Dessins D'Enfants, LMS Lecture Note Series, Cambridge University, 1994
- mit Xavier Buff, Jérôme Fehrenbach, Pierre Lochak, Pierre Vogel: Moduli Spaces of Curves, Mapping Class Groups and Field Theory, AMS and SMF 2003
- Herausgeber mit Hiroaki Nakamura, Florian Pop,  Akio Tamagawa: Galois–Teichmüller Theory and Arithmetic Geometry, Mathematical Society of Japan, Tokio: Kinokuniya 2012
- mit Coralie Colmez: Math on Trial: How Numbers Get Used and Abused in the Courtroom, New York: Basic Books 2013[3]
  - Deutsche Ausgabe: Wahrscheinlich Mord. Mathematik im Zeugenstand, Hanser Verlag 2013, ISBN 3446436758

Kriminalromane als Catherine Shaw:
- The Three Body Problem, a Cambridge Mystery, Allison & Busby 2005[4]
- Flowers Stained with Moonlight, Allison & Busby 2006
- The Library Paradox, Allison & Busby 2007
- The riddle of the river, New York: Felony & Mayhem Press 2009
- Fatal Inheritance, Allison & Busby 2013